# Лігін Валер’ян Миколайович
Валер'ян Миколайович Лігін (26 липня 1846, Санкт-Петербург — 6 січня 1900, Гієр (Франція)) — математик, механік. Доктор наук (1873), професор (1873).

## Біографія
Валер'ян Миколайович Лігін народився 26 липня 1846 р. у Санкт-Петербурзі. Його мати була улюбленою фрейліною імператриці Олександри Федорівни при дворі імператора Миколи І. Батько В. М. Лігіна — німець із Відня, був лікарем при дворі. Після від'їзду з Росії у Відень він завідував однією з найкращих в Європі лікарень для душевнохворих. Також він був професором Віденського університету. В. М. Лігін — позашлюбна дитина. Як писав у своїх спогадах С. Ю. Вітте, його мати в 1851 р. переїхала із Санкт-Петербургу до Одеси, оселилась на околиці міста і заснувала Михайлівський монастир, біля якого і мешкала, і вела життя майже черниці. Прізвище Лігін — переробка латинського слова «Nihil» (нічий).
У дитинстві В. М. Лігін отримав блискучу домашню освіту. Його гувернером, а потім і вчителем був К. І. Карастельов, згодом — професор теоретичної механіки у Новоросійському університеті (нині — Одеський національний університет імені І. І. Мечникова). Після домашньої підготовки В. М. Лігін витримав остаточний іспит з гімназичного курсу при Рішель'євській гімназії у 1864 р. і в цьому ж році вступив до Рішель'євського ліцею. У 1865 р., у зв'язку з перетворенням ліцею у Новоросійський університет (нині — Одеський національний університет імені І. І. Мечникова), його зарахували студентом фізико-математичного факультету цього університету.
У 1868 р. В. М. Лігін закінчив університет зі ступенем кандидата математичних наук і отримав золоту медаль за твір «О протяжении эллипсоидов».
З 1869-1870 рр. навчався у Цюріхській політехнічній школі.
У 1870 р. В. М. Лігін витримав іспит на ступінь магістра прикладної математики і 9 вересня 1870 р. його обрали виконуючим посаду доцента кафедри механіки. В 1871 р. був відряджений університетом на два роки за кордон для подальших занять із механіки. Він працював у Карлсруе під керівництвом М. Шаля і Грасгофа та слухав у Парижі лекції професорів П. Буге, Ж. Бертрана й ін.
В 1872 р. В. М. Лігін приїхав у вільний від занять час до Одеси, де 10 вересня захистив у Новоросійському університеті дисертацію на ступінь магістра на тему «Геометрическая теория абсолютного движения неизменяемой системы». У цьому ж році В. М. Лігіна затвердили доцентом і обрали секретарем фізико-математичного факультету.
У 1873 р. він повернувся до Одеси й викладав у Новоросійському університеті (нині — Одеський національний університет імені І. І. Мечникова).
1873-1874 рр. — доцент кафедри механіки.
У 1874 р. захистив у Харківському університеті дисертацію на ступінь доктора на тему «Обобщение некоторых свойств движения систем» і за рекомендацією професорів К. І. Карастельова, Є. Ф. Сабініна та Л. Ф. Беркевича 2 березня 1874 р. був обраний екстраординарним професором.
21 жовтня 1876 р. факультет і Рада Новоросійського університету обрали В. М. Лігіна ординарним професором, але міністр відмовив у затвердженні його кандидатури через відсутність вакансії.
В 1879 р. В. М. Лігін — доктор прикладної математики, ординарний професор по кафедрі механіки. Він колезький радник, його нагородили орденами св. Станіслава 2 ст., св. Анни 1 ст.
З 1884 до 1889 р. В. М. Лігін був деканом фізико-математичного факультету Новоросійського університету. Він викладав практичну механіку (теорію механізмів, гідравліку, теорію теплових машин), елементарну механіку, механічну теорію теплоти, нарисну геометрію.
У 1889 р. В. М. Лігіна обрали помічником міського голови, і у зв'язку з цим він відмовився від посади декана. Як помічник міського голови він завідував відділом міської управи з народної освіти. В. М. Лігін приділяв також багато уваги різним товариствам та установам.
З 1882 р. був головою Одеського відділу Російського технічного товариства.
З 1881 р. Міська дума безперервно його обирала на посаду почесного мирового судді.
З травня 1889 р. був членом Херсонської єпархіальної училищної ради.
З 1890 р. — головою попечительної ради міських жіночих гімназій. Крім того, В. М. Лігін був членом Одеського комітету попечительного про в'язниці товариства, членом Одеської особливої установи з портових справ, головою Одеської установи по військовій комісії, попечителем школи садівників Одеського відділу товариства садівництва, членом ради товариства образотворчих мистецтв, почесним членом Одеського товариства фізичного розвитку дітей, головою постійної комісії з технічної освіти, членом ради товариства піклування про хворих дітей, членом товариства допомоги колишнім вихованцям Новоросійського університету та багатьох інших товариств.
З 1895 р. В. М. Лігін — заслужений професор Новоросійського університету. У цьому ж році його обрали на посаду міського голови. Та працював він недовго, у лютому 1897 р. його призначили попечителем Варшавського учбового округу.
Але блискуча кар'єра порівняно молодого професора (йому було 54 роки) підходила до кінця. Він помер 6 січня 1900 р. у Гієрі на Півдні Франції.

## Наукова діяльність
Основні направлення наукової діяльності були у галузі кінематики плоских і шарнір. механізмів, кінематичної геометрії та теоретичної кінематики. Уперше побудував теорію руху незмін. системи (1872) та запропонував класифікацію зубчатих коліс (1874). В. М. Лігін був одним із видатних викладачів і вчених Новоросійського університету. Він створив оригінальну школу механіки. Його учнями були такі видатні вчені, як Х. І. Гохман, І. М. Занчевський, Д. Н. Зейлінгер та інші. З механіки і математики В. М. Лігін надрукував 31 роботу і видав 5 перекладів. Важливу роль у викладанні механіки відіграв кабінет механіки, створений В. М. Лігіним, і обладнаний видатним механіком-винахідником Й. А. Тимченком.

## Праці
- Геометрическая теория абсолютного движения неизменяемой системы / В. М. Лигин. — Одесса, 1872. — 392 с.;
- Заметка о способе Кемпе для механического решения уравнений / В. М. Лигин. — Одесса: тип. Ульриха и Шульце, 1877
- Очерки новых воззрений Рело на механику / В. М. Лигин. — Одесса, 1878. — 58 с.
- Основные начала прикладной механики / В. М. Лигин.. — Одесса, 1879.
- Литература вопроса о сложных циркулярах / В. М. Лигин. — Одесса: тип. П. А. Зелёного, 1883
- Начальные основания начертательной геометрии / В. М. Лигин. — Одесса, 1883.